# Zygmunt Sadowski (generał)

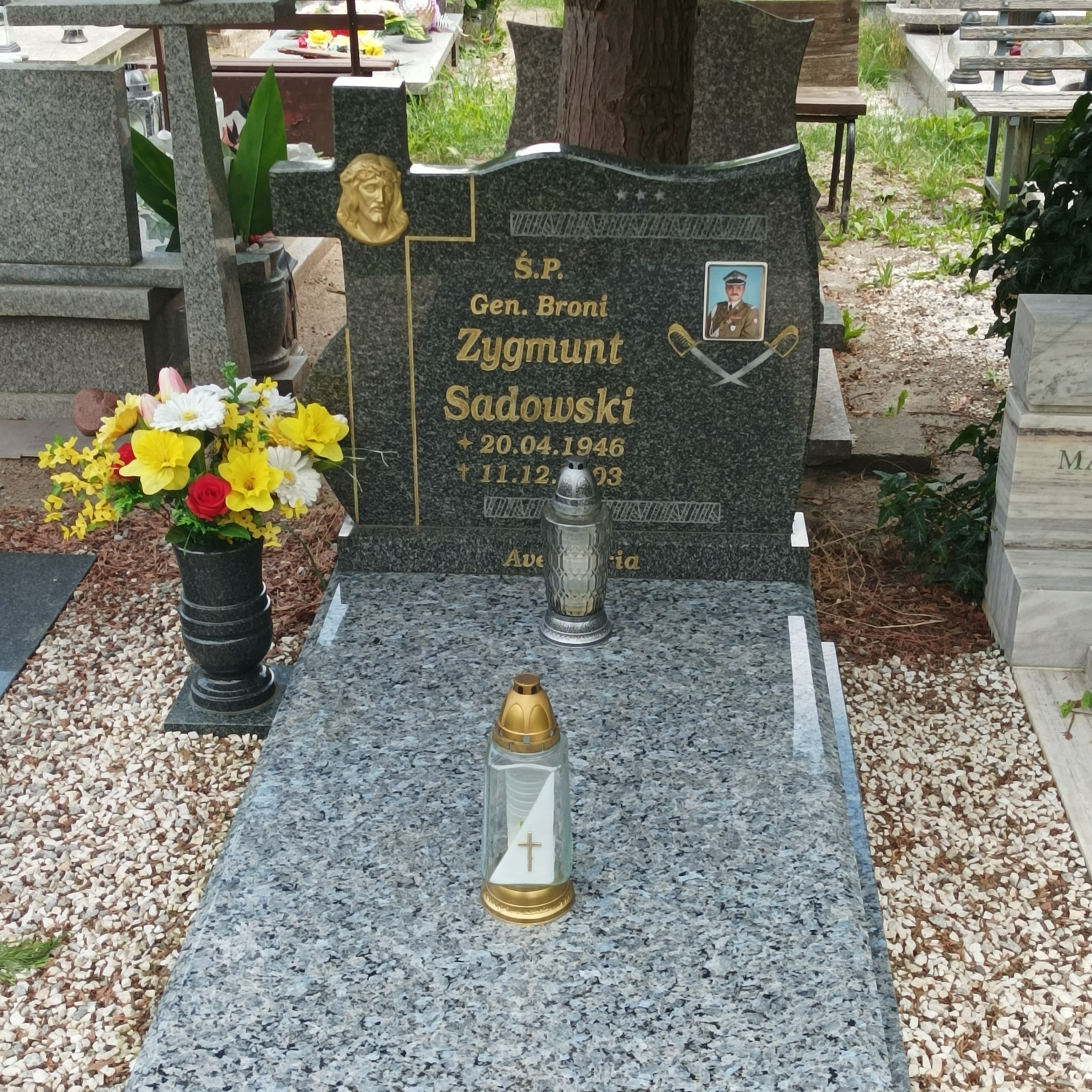
Grób gen. Zygmunta Sadowskiego na Cmentarzu Grabiszyńskim

Zygmunt Sadowski (ur. 20 kwietnia 1946 w Stawiskach, zm. 11 grudnia 2003) – generał broni Wojska Polskiego.

## Życiorys
W latach 1964–1967 był podchorążym Oficerskiej Szkoły Wojsk Pancernych im. Stefana Czarnieckiego w Poznaniu. W latach 1967–1976 pełnił służbę w 13 pułku zmechanizowanym w Kożuchowie na stanowiskach dowódcy plutonu i kompanii oraz szefa sztabu batalionu czołgów. W latach 1976–1978 był słuchaczem Akademii Pancernej im. marszałka Rodiona Malinowskiego w Moskwie. W ciągu kariery wojskowej pełnił funkcje m.in. dowódcy 11 Drezdeńskiej Dywizji Pancernej w Żaganiu (1988-1990), zastępcy dowódcy i szefa sztabu Śląskiego Okręgu Wojskowego we Wrocławiu, kierownika pierwszych ćwiczeń Partnerstwa dla Pokoju w Biedrusku (1994), dowódcy Korpusu Powietrzno-Zmechanizowanego w Krakowie (1998–2001). Zmarł po krótkiej chorobie jako dowódca Wielonarodowego Korpusu Północ-Wschód w Szczecinie. Pełnił tę funkcję od kwietnia 2001, jako pierwszy Polak.
Odznaczony Krzyżem Oficerskim Orderu Odrodzenia Polski (2000).
Pochowany na Cmentarzu Grabiszyńskim we Wrocławiu.

## Upamiętnienie
W Szczecinie niedaleko dowództwa korpusu nazwano jego imieniem ulicę.
9 września 2004 roku Minister Obrony Narodowej dla upamiętnienia zasług generała broni Zygmunta Sadowskiego w służbie dla Ojczyzny nakazał przyjąć jego imię 11 batalionowi dowodzenia w Żaganiu.

## Awanse
- generał brygady – 1991
- generał dywizji – 1999
- generał broni – 2001[3]